# Wrestle Kingdom 9 in Tokyo Dome
L’édition 2015 de Wrestle Kingdom est une manifestation de catch télédiffusée et visible en paiement à la séance, sur SKY PerfecTV! ou en streaming payant via Ustream ou sur New Japan Pro Wrestling World (en). L'événement, produit par la New Japan Pro Wrestling (NJPW), a eu lieu le 4 janvier au Tokyo Dome à Tokyo, dans la région du Kantō. Ce spectacle est le plus grand évènement de puroresu et se déroule chaque année le 4 janvier au Tokyo Dome depuis 1994. Il s'agit de la neuvième édition de Wrestle Kingdom et du 22e show annuel au Tokyo Dome.

## Contexte
Les spectacles de la New Japan Pro Wrestling en paiement à la séance sont constitués de matchs aux résultats prédéterminés par les scénaristes de la NJPW. Ces rencontres sont justifiées par des storylines — une rivalité avec un catcheur, la plupart du temps — ou par des qualifications survenues dans les shows précédents. Tous les catcheurs possèdent une gimmick, c'est-à-dire qu'ils incarnent un personnage gentil ou méchant, qui évolue au fil des rencontres. Un pay-per-view comme Wrestle Kingdom est donc un événement tournant pour les différentes storylines en cours.

### Hiroshi Tanahashi contre Kazuchika Okada
Le 10 août, Kazuchika Okada remporte le tournoi G1 Climax en battant en finale Shinsuke Nakamura, lui donnant une opportunité pour le championnat poids-lourd IWGP détenu par Hiroshi Tanahashi. Durant les mois suivants, il conserve sa place d'aspirant pour le titre suprême en battant Karl Anderson le 23 septembre, et Tetsuya Naito le 13 octobre lors de King of Pro Wrestling 2014. Le soir même, Tanahashi conserve sa ceinture en remportant son match face à A.J. Styles.

### Shinsuke Nakamura contre Kota Ibushi
Le 8 novembre, lors de Power Struggle 2014, Shinsuke Nakamura conserve son titre intercontinental IWGP en battant Katsuyori Shibata. À la fin du match, Kota Ibushi attaque Nakamura et réclame un match de championnat pour le titre intercontinental.

### Bullet Club contre Meiyu Tag
Le 6 mars 2014, au cours du 42e anniversaire de la fédération, les Meiyu Tag (Katsuyori Shibata et Hirooki Goto) battent le Bullet Club (Doc Gallows et Karl Anderson) dans un match où les ceintures par équipe IWGP n'étaient pas en jeu. Cette victoire les conduit à une opportunité pour les titres par équipe le 6 avril lors de Invasion Attack 2014, où le Bullet Club conservent leurs ceintures. Le 7 décembre, les Meiyu Tag remportent le World Tag League 2014 leur offrant une nouvelle chance pour les championnats par équipe.

## Tableau des matchs
| #                                                                | Matchs | Stipulations                                                                   | Temps |
| ---------------------------------------------------------------- | --- | ------------------------------------------------------------------------------ | ----- |
| Pré-show                                                         | Yuji Nagata élimine en dernier Yoshi-Hashi | Bataille royale à 15                                                           | 26:09 |
| 1                                                                | reDRagon (Kyle O'Reilly et Bobby Fish) (c) battent Time Splitters (Kushida et Alex Shelley), Forever Hooligans (Alex Koslov et Rocky Romero) et The Young Bucks (Nick Jackson et Matt Jackson) | Four Way Tag Team match pour les IWGP Junior Heavyweight Tag Team Championship | 13:01 |
| 2                                                                | Tencozy (Hiroyoshi Tenzan et Satoshi Kojima) et Tomoaki Honma battent Bullet Club (Jeff Jarrett, Yujiro Takahashi et Bad Luck Fale) (avec Karen Jarrett et Scott D'Amore)                      | Six Man Tag Team match                                                         | 5:35  |
| 3                                                                | Naomichi Marufuji, Toru Yano et TMDK (Mikey Nicholls et Shane Haste) battent Suzuki-gun (Shelton X Benjamin, Takashi Iizuka et Killer Elite Squad (Davey Boy Smith et Lance Archer))           | Eight Man Tag Team match                                                       | 5:05  |
| 4                                                                | Minoru Suzuki bat Kazushi Sakuraba | Submission match                                                               | 9:21  |
| 5                                                                | Togi Makabe bat Tomohiro Ishii (c) | Match simple pour le NEVER Openweight Championship                             | 12:23 |
| 6                                                                | Kenny Omega (avec The Young Bucks) bat Ryusuke Taguchi (c) | Match simple pour le IWGP Junior Heavyweight Championship                      | 13:20 |
| 7                                                                | Meiyu Tag (en) (Hirooki Goto et Katsuyori Shibata) battent Bullet Club (Karl Anderson et Doc Gallows) (c) (avec Amber O'Neal et Tama Tonga)                                                    | Match par équipe pour les IWGP Tag Team Championship                           | 9:00  |
| 8                                                                | A.J. Styles bat Tetsuya Naito | Match simple                                                                   | 14:25 |
| 9                                                                | Shinsuke Nakamura (c) bat Kota Ibushi | Match simple pour le IWGP Intercontinental Championship                        | 20:12 |
| 10                                                               | Hiroshi Tanahashi (c) bat Kazuchika Okada | Match simple pour le IWGP Heavyweight Championship                             | 30:57 |
| (c) désigne le(s) champion(s) défendant son titre dans le match. | |                                                                                |       |